# Lenguas zándicas
Las lenguas zándicas son una pequeña familia lingüística con cerca de una docena de lenguas estrechamente relacionadas, habladas en la República Centroafricana, la República Democrática del Congo y Sudán del Sur. La lengua con mayor número de hablantes es el zande (propiamente dicho), que tiene cerca de un millón de hablantes.

## Clasificación

### Lenguas del grupo
Per Boyd (1988), dividió la familia en dos ramas:
- Barambo-pambia: Barambu, Pambia, Ngala de Santandrea
- Zande-nzakara: Geme, Nzakara, Zande

### Relación con otras lenguas
El zando fue incluido en otro tiempo entre las lenguas Ubangui, pero la información existente hace insostenible dicha clasificación. No está claro si las lenguas zándicas pueden considerarse parte de las lenguas Níger-Congo, o si deben tratarse como una familia independiente.